# نمط (شكل)
النمط هو انتظام ملحوظ في العالم وترتيب متكرر لعنصر أو عناصر معينة، في تصميم من صنع الإنسان  أو في الأفكار المجردة . على هذا النحو ، تتكرر عناصر النمط بطريقة يمكن التنبؤ بها. ويتميز النمط بالتكرار والتناظر والتوازن. وتستخدم الأنماط في الفن والهندسة والعمارة والديكور والأزياء والتصميم الجرافيكي والعديد من المجالات الأخرى. النمط الهندسي هو نوع من الأنماط يتكون من أشكال هندسية ويتكرر عادةً كتصميم ورق الحائط .
قد تُلاحظ الأنماط مباشرة من خلال الحواس. بينما قد لا يمكن ملاحظة الأنماط المجردة في العلوم أو الرياضيات أو اللغة إلا عن طريق التحليل.
تتميز الأنماط بتنوعها وتعدد أشكالها واستخداماتها، حيث يمكن أن تكون بسيطة أو معقدة، وتتكون من ألوان مختلفة وأشكال متعددة. ويمكن تصميم الأنماط باستخدام الحاسوب وبرامج التصميم المختلفة، أو بالرسم يدوياً.
وتستخدم الأنماط في العديد من التطبيقات، مثل تصميم الملابس والأقمشة والأثاث والأدوات المنزلية، وفي تصميم الألعاب والتطبيقات الإلكترونية والأعمال الفنية والديكور. وتستخدم الأنماط أيضًا في الهندسة المعمارية لتصميم الأسطح والجدران والأرضيات والأسقف.
وتتميز الأنماط بخصائص هندسية مثيرة للاهتمام، حيث يمكن تحليلها ودراستها باستخدام الرياضيات والهندسة. وتستخدم الأنماط أيضًا في علم النفس والتصميم لتحليل تأثير الأنماط على الإنسان، وكيفية استخدامها بشكل فعال في التصميم.
ويمكن أن تكون الأنماط إيجابية أو سلبية، حيث يمكن أن تساعد في خلق جو من الهدوء والراحة والتركيز، أو يمكن أن تسبب الإحباط والضيق والتشتت. ويمكن استخدام الأنماط بشكل فعال لتحقيق أهداف معينة في التصميم والديكور والفن، وتحسين تجربة المستخدم والمشاهد.